# Paulo Frederico de Albuquerque
Paulo Frederico de Albuquerque (17 de julho de 1913 – 30 de maio de 1999) foi um médico brasileiro.
Graduado em medicina pela Faculdade Nacional de Medicina em 1938. Foi eleito membro da Academia Nacional de Medicina em 1961, sucedendo Jesuíno Carlos de Albuquerque na Cadeira 71, também patrono desta cadeira.